# Molophilus bipenniger
Molophilus bipenniger är en tvåvingeart som beskrevs av Alexander 1969. Molophilus bipenniger ingår i släktet Molophilus och familjen småharkrankar. Inga underarter finns listade i Catalogue of Life.